# Félix De Boeck
Pour les articles homonymes, voir Boeck.
 (mai 2025).
Si vous disposez d'ouvrages ou d'articles de référence ou si vous connaissez des sites web de qualité traitant du thème abordé ici, merci de compléter l'article en donnant les références utiles à sa vérifiabilité et en les liant à la section « Notes et références ».
Félix, Hendrik, Constant, chevalier De Boeck, né le 12 janvier 1898 à Drogenbos et mort dans cette même commune le 18 janvier 1995 , est un artiste peintre qui a acquis une renommée tant nationale qu'internationale sans jamais quitter sa commune natale (près de Bruxelles).

## Biographie
Félix De Boeck est né le 12 janvier 1898. Son père, Jan, avait 15 ans de moins que sa mère Louise van Breetwater, fille du bourgmestre de Drogenbos. Louise se maria à 40 ans avec le jeune fermier au village voisin de Lennik-Saint-Quentin contre la volonté de sa famille. Ils s'installèrent dans la ferme à côté de laquelle le FeliXart Museum (nl) se trouve actuellement. Ils eurent trois enfants dont Félix fut le dernier.
Louise était intelligente et parlait français, ce qui était d'usage pour les notables de l'époque. Son époux était grand, fort et imposant, mais presque illettré. « Il fonda avec le brasseur de Drogenbos la fanfare du village en 1897 » : dit plus tard Félix avec fierté.
En 1905, un collège francophone fut fondé à Uccle, le Collège Saint-Pierre, et Félix De Boeck y fit ses études. Il termina ses humanités greco-latines premier de sa promotion avec la plus grande distinction. Le directeur du collège voulait le voir devenir prêtre, mais Félix De Boeck était sûr de sa vocation: il ne désirait pas choisir une carrière intellectuelle, mais canaliser toute son intelligence dans la peinture. Il désirait cependant garder son indépendance artistique et ne pas perdre son temps à un travail alimentaire, c'est pourquoi il décida de devenir fermier dans l'exploitation familiale par sécurité financière. Il épousa sa cousine Marieke en 1924. Ils eurent ensemble cinq enfants, dont quatre moururent avant d'avoir atteint l'âge d'un an. La cinquième, Marcelleke, vécut, mais resta handicapée.
Félix De Boeck vécut toute sa vie selon un planning fixe. Pendant six jours il travaillait au champ et composait des tableaux dans sa tête. Le dimanche il s'enfermait dans son atelier et peignait toute la journée. Il faut davantage comprendre Félix De Boeck comme un peintre qui s'adonnait au style de vie agricole que d'avoir la représentation romantique d'un fermier qui peignait. Marieke a dévoué toute sa personne à ce choix de vie. Sans Marieke nous n'aurions pas connu le même Félix De Boeck.
En 1970, De Boeck est devenu membre de l'Académie royale de Belgique. En 1995, il a posé la première pierre du musée FeliXart (nl) qui lui est consacré à Drogenbos. Il est décédé peu de temps après, à l'âge de 97 ans.

## Œuvre
Passant de l'impressionnisme à un puissant expressionnisme, jouant d'un équilibre entre l'art abstrait - dont il fut un précurseur - et le figuratif. Pendant la Première Guerre mondiale, il est membre du cercle révolutionnaire bruxellois Doe Stil Voort (Poursuis tranquillement ta route).  Son œuvre si personnelle a enrichi le patrimoine pictural.
On peut déterminer plusieurs périodes dans l'œuvre de De Boeck

### Doe Stil voort(1916)
En 1916, il devint membre du cercle d'art Doe Stil voort (continue en silence) à Bruxelles, grâce aux leçons qu'il pouvait y suivre. Il rechercha très vite à trouver sa propre voie dans divers styles: néo-impressionnisme, période Van Gogh, fauvisme, futurisme. Sa première période avant son évolution vers la non-figuration illustra avec éloquence une « plastique pure et sentimentale » selon les mots de Pierre Bourgeois. De Boeck était aussi un lecteur passionné : il dévora Steuvels, les auteurs scandinaves et Dostojevski, mais également les lettres éditées de Vincent Van Gogh à son frère Théo éditées en 1914. Ces lectures rendirent son œuvre plus riche.

## Distinctions
- Grand officier de l'ordre de Léopold
- Officier de l'ordre de la Couronne
- Commandeur de l'ordre de Saint-Sylvestre

Il fut anobli au titre de chevalier en 1994. Sa devise est In nomine domini.

## Muséographie
- Collections et musées belges[1]
- Musée de Grenoble[2]